# Meigenia mutabilis
Meigenia mutabilis är en tvåvingeart som först beskrevs av Fallen 1810.  Meigenia mutabilis ingår i släktet Meigenia och familjen parasitflugor. Arten har ej påträffats i Sverige. Inga underarter finns listade i Catalogue of Life.